# Vrachonisís Ágioi Theódoroi
Vrachonisís Ágioi Theódoroi är en ö i Grekland.   Den ligger i prefekturen Nomós Dodekanísou och regionen Sydegeiska öarna, i den sydöstra delen av landet, 400 km sydost om huvudstaden Aten. Arean är 0,73 kvadratkilometer.
Terrängen på Vrachonisís Ágioi Theódoroi är lite kuperad. Öns högsta punkt är 93 meter över havet. Den sträcker sig 1,1 kilometer i nord-sydlig riktning, och 1,0 kilometer i öst-västlig riktning.